# Gare de Béard
La gare de Béard est une gare ferroviaire française de la ligne de Nevers à Chagny, située sur le territoire de la commune de Béard, dans le département de la Nièvre en région Bourgogne-Franche-Comté. 
Elle est mise en service en 1866 par la Compagnie des chemins de fer de Paris à Lyon et à la Méditerranée (PLM). C'est une halte voyageurs de la Société nationale des chemins de fer français (SNCF), desservie par des trains régionaux TER Bourgogne-Franche-Comté.

## Situation ferroviaire
Établie à 187 mètres d'altitude, la gare de Béard est située au point kilométrique (PK) 24,527 de la ligne de Nevers à Chagny entre les gares d'Imphy et de Decize.

## Histoire

### La gare PLM
La gare de Béard est mise en service le 11 juin 1866 par la Compagnie des chemins de fer de Paris à Lyon et à la Méditerranée (PLM), lorsqu'elle ouvre à l'exploitation la troisième section de Cercy-la-Tour à Nevers. 

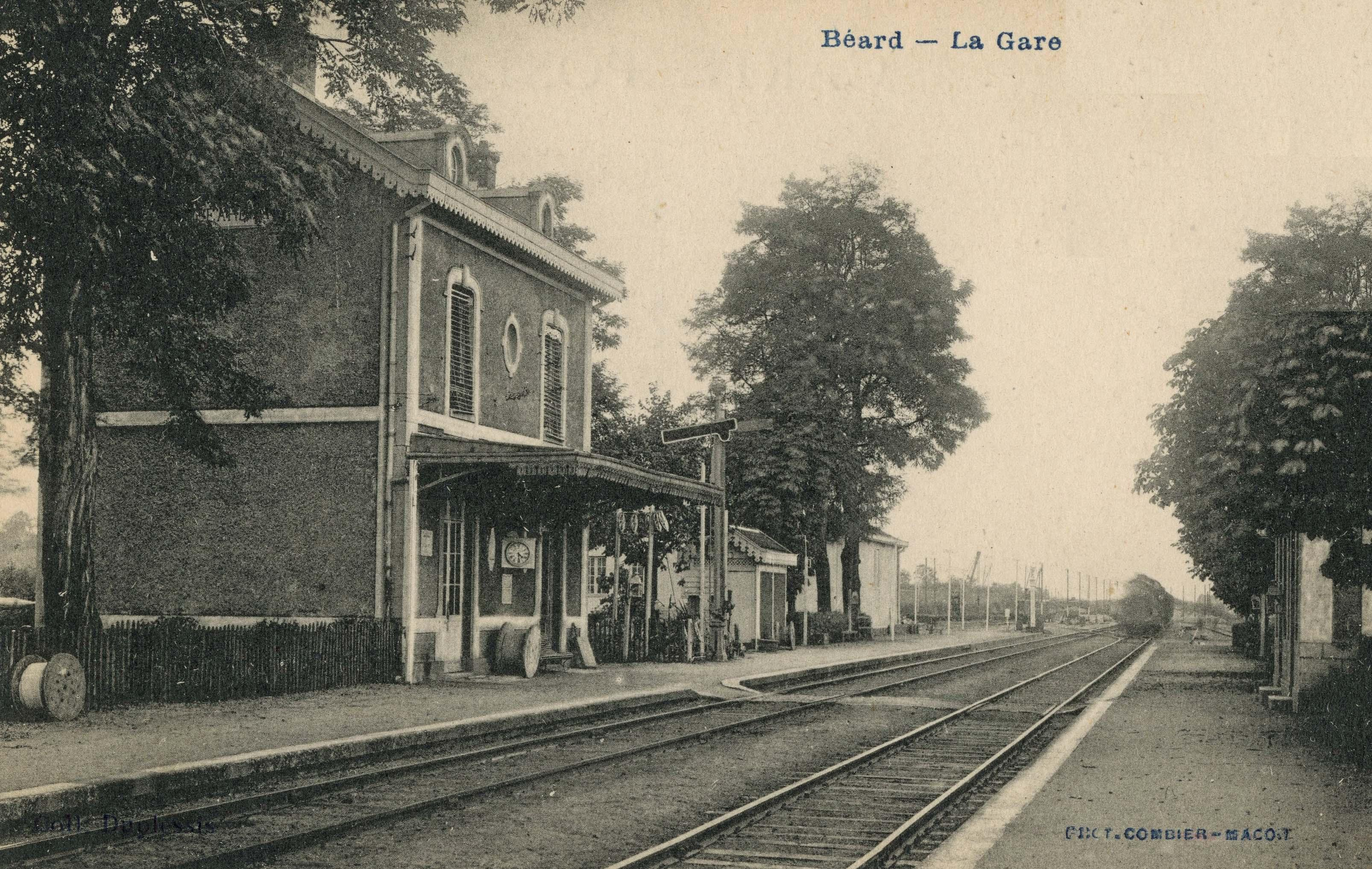
La Gare dans les années 1900

En 1869, la gare est autorisée à accepter les dépêches du public. 
La gare de Béard figure dans la nomenclature 1911 des gares, stations et haltes, de la Compagnie PLM. Elle porte le no 3 de la ligne de Nevers à Chagny par Montchanin. Elle dispose du service complet de la grande vitesse (GV), « à l'exclusion des chevaux chargés dans des wagons-écuries s'ouvrant en bout et des voitures à 4 roues, à deux fonds et à deux banquettes dans l'intérieur, omnibus, diligences, etc. »  et du service complet de la petite vitesse (PV) avec la même limitation.
En août 1918, on installe une grue de chargement de 19 tonnes et un pont à bascule de 32 tonnes, en conformité avec la décision ministérielle du 30 mars 1918. En 1919, on allonge la voie de garage paire jusqu'à une longueur de 600 mètres. En 1920, la voie de garage impaire est également allongée à 600 mètres et on ajoute des voies de garage paires.
En 1933, on établit un embranchement particulier pour MM. Bornet et Durand.

### La halte voyageurs SNCF
En 2010, la halte est peu fréquentée, néanmoins l'arrêt est conservé et la région fait restaurer l'ancien abri du quai pour Nevers et installer un nouvel abri sur l'autre quai, les deux édifices sont équipés d'un « afficheur léger ». Un emplacement pour les vélos est aménagé.

## Service des voyageurs

### Accueil
Halte SNCF, c'est un point d'arrêt non géré (PANG) à entrée libre, équipé de deux quais avec abris. L'un est d'une longueur utile de 96 mètres et l'autre de 146 m.
Un passage à niveau planchéié permet la traversée des voies.

### Desserte
Béard est desservie par des trains TER Bourgogne-Franche-Comté qui circulent sur la relation Autun, ou Decize, et Nevers.

### Intermodalité
Un emplacement pour les vélos y est aménagé et le stationnement des véhicules est possible à proximité. Elle est desservie par des cars TER (ligne Luzy, ou Cercy-la-Tour et Nevers).

## Patrimoine ferroviaire
L'ancien bâtiment voyageurs a été détruit, mais l'abri de quai de 1866 est toujours présent, il a été rénové en 2010.